# Ридча
Ридча (бел. Рыдча) — деревня в Ричёвском сельсовете Житковичского района Гомельской области Беларуси.

## География

### Расположение
В 34 км на юго-запад от районного центра и железнодорожной станции Житковичи (на линии Лунинец — Калинковичи).

## Транспортная сеть
Транспортные связи по просёлочной, затем автомобильной дороге Туров — Лельчицы. Действовал клуб. Планировка состоит из криволинейной широтной улицы, застроенной деревянными усадьбами.

## История
Обнаруженный археологами курганный могильник (7 насыпей, на восточной окраине) свидетельствует о заселении этих мест с давних времён. Согласно письменным источникам известна с XIX века как хутор в Туровской волости Мозырского уезда Минской губернии. В 1931 году жители вступили в колхоз. Во время Великой Отечественной войны в августе 1941 года немецкие каратели полностью сожгли деревню и убили 26 жителей. В 1959 году в составе колхоза имени XXII съезда КПСС (центр — деревня Ричёв).

## Население

### Численность
- 2004 год — 35 хозяйств, 87 жителей.

### Динамика
- 1897 год — 4 двора, 31 житель (согласно переписи).
- 1940 год — 47 дворов 216 жителей.
- 1959 год — 247 жителей (согласно переписи).
- 2004 год — 35 хозяйств, 87 жителей.